# Turkish Masters
De Turkish Masters is een professioneel snookertoernooi. Het werd in het seizoen (2021/2022) voor het eerst gehouden en is een van de rankingtoernooien. Het toernooi vindt plaats in het voorjaar en zou minstens vier keer gehouden worden, in Antalya. In het tweede seizoen echter kon het toernooi niet doorgaan wegens sponsor problemen. In dat jaar werd de WST Classic in het leven geroepen ter vervanging.

## Winnaars
| Jaar                      | Winnaar                   | Verliezend finalist       | Score                     | Seizoen                   |
| Turkish Masters (ranking) | Turkish Masters (ranking) | Turkish Masters (ranking) | Turkish Masters (ranking) | Turkish Masters (ranking) |
| ------------------------- | ------------------------- | ------------------------- | ------------------------- | ------------------------- |
| 2022                      | Judd Trump                | Matthew Selt              | 10-4                      | 2021/2022                 |
| 2023                      | Niet gehouden             | Niet gehouden             | Niet gehouden             | 2022/2023                 |
| 2024                      |                           |                           |                           | 2023/2024                 |